# Карарски мрамор
Карарски мрамор (на италиански: marmo di Carrara) е мрамор, добиван в Апуанските Алпи на територията на Карара. Смята се за един от най-ценните видове мрамор.

## История
Карарските кариери са използвани още през медната ера. През римската епоха добивът на мрамор придобива големи мащаби. Като се започне с управлението на Юлий Цезар, карарският бял мрамор се използва за строеж на обществени сгради и домове на патрициите. Транспортирането до Рим става през пристанището на град Луни, благодарение на което мраморът получава своето латинско название marmor lunensis (в превод – лунийски мрамор, мрамор от Луни). Сред запазилите се от онези времена строежи от карарски мрамор са Пантеонът и колоната на Траян.
От V век добивът на мрамор практически е прекратен вследствие набезите на варварите. Около 1000 г. е основано село Карара, а към 1250 г. е възобновен добивът на мрамор, необходим за строителството на църквата в Карара. След поръчката на Николо Пизано да се достави мрамор от там за строителството на баптистерия в Пиза, карарският мрамор става отново популярен в Европа. Впоследствие белият мрамор от Карара се използва в големи количества за религиозни сгради и декорация на интериора им. Много италиански архитекти и скулптори са работили с мрамор от Карара, по-специално Николо Пизано и Джовани Пизано. Микеланджело лично избира блоковете за творбите си, неговият „Давид“ е изваян от мрамор от Карара. Фасадата на катедралата в Сиена и Мраморната арка в Лондон също са направени от него.

## Галерия
- Пиета, Микеланджело, базилика Свети Петър, Ватикан
- Парадната стълба в Градската палата Глазгоу
- Статуята на Джордж Вашингтон на скулптора Хорейшо Гриноу, Смитсоновски музей на американското изкуство
- Лаокоон и синовете му, Музей Пио Клементино, Ватикан
- Санта Мария дел Фиоре, Флоренция; бял облицовъчен мрамор от каменоломните на Карара